# 小行星6953
小行星6953（6953 Davepierce）是一颗绕太阳运转的小行星，为主小行星带小行星。该小行星于1986年8月1日发现。

## 轨道参数
小行星6953的轨道半长轴为3.1148107 UA，离心率为0.179。